# Juan Antonio García Díez
Juan Antonio García Díez (Madrid, 4 de agosto de 1940 - Madrid, 6 de mayo de 1998) fue un político español que ocupó diversas carteras ministeriales bajo las presidencias de Adolfo Suárez y Leopoldo Calvo-Sotelo.

## Biografía
Estudió Derecho y Ciencias Económicas en la Universidad Complutense de Madrid, convirtiéndose en Técnico Comercial del Estado por oposición pública, con el número 1 de su promoción. Interesado en la docencia, fue profesor de teoría económica en la Complutense de Madrid, trabajo que desarrolló entre 1966 y 1968.
En 1970 fue nombrado agregado comercial de España en Perú y Bolivia. Al año siguiente ocupó la plaza de técnico del Ministerio de Comercio. A lo largo de su vida fue presidente, entre otras, de las empreses Uralita, Pryca y de la sección española de la empresa Yamaha.
Estuvo casado con Ana Peñalosa. Tuvo dos hijas, Cecilia y Gabriela. Murió en su residencia de Madrid el 6 de mayo de 1998, víctima de una enfermedad hepática.

## Actividad política
Miembro del Partido Social Demócrata (PSD), que posteriormente se integró en Unión de Centro Democrático (UCD), en 1976 fue nombrado Secretario General de RENFE.
En la formación de Gobierno de la Legislatura Constituyente por parte de Adolfo Suárez fue nombrado Ministro de Comercio y Turismo, cargo que desarrolló hasta el final de la legislatura y en cuyo ejercicio inauguró el 29 de abril de 1978 el parador nacional de turismo de Segovia. En las elecciones generales de 1979 fue elegido Diputado al Congreso por la circunscripción electoral de Cádiz, siendo confirmado por Adolfo Suárez como Ministro de Comercio, hasta su relevo el 3 de mayo de 1980. A la llegada Leopoldo Calvo-Sotelo como presidente, fue nombrado inicialmente Ministro de Asuntos Económicos y Vicepresidente Segundo, y en julio de 1982 Vicepresidente del Gobierno, cargos desde los que debió enfrentarse a la crisis económica como consecuencia de la crisis del petróleo, emprendiendo algunas medidas de liberalización.
Después de abandonar la UCD en 1982 tras la crisis de este partido, las diferencias con su Presidente, Landelino Lavilla, y el descalabro electoral en las elecciones de 1982 que dieron el triunfo al Partido Socialista Obrero Español, se dedicó a la empresa privada. No obstante, en 1986, aceptó la oferta que le hicieron Miquel Roca i Junyent y Federico Carlos Sainz de Robles para formar parte de las listas del recién creado Partido Reformista Democrático (PRD) en las elecciones de 1986. El fracaso electoral de la formación le hizo abandonar definitivamente la política.